# Fumio Sasahara
Fumio Sasahara (* 28. března 1945) je bývalý japonský zápasník–judista.

## Sportovní kariéra
Připravoval se na Tenrijské univerzitě. V letech 1969-1971 patřil k nejlepším judistům světa. Byl pověstný svojí osobní technikou uči-matou. V roce 1972 startoval jako velký favorit na olympijských hrách v Mnichově, ale podcenil síly mladého sovětského judisty Šoty Čočišviliho a senzačně vypadl již ve druhém kole. Sportovní kariéru ukončil po roce 1974 a postupně stáhl se do ústraní veřejného života.

## Výsledky
| Turnaj               | 1966           | 1967           | 1968           | 1969           | 1970           | 1971           | 1972           | 1973           | 1974           |
| Turnaj               | 21             | 22             | 23             | 24             | 25             | 26             | 27             | 28             | 29             |
| Turnaj               | polotěžká váha | polotěžká váha | polotěžká váha | polotěžká váha | polotěžká váha | polotěžká váha | polotěžká váha | polotěžká váha | polotěžká váha |
| -------------------- | -------------- | -------------- | -------------- | -------------- | -------------- | -------------- | -------------- | -------------- | -------------- |
| Olympijské hry       |                |                |                |                |                |                | úč.            |                |                |
| Mistrovství světa    |                | —              |                | 1.             |                | 1.             |                | —              |                |
| Akademické MS        | 1.             |                | —              |                | —              |                | —              |                | —              |
| Mistrovství Japonska | —              |                | —              | 1.             | 1.             | 2.             | 1.             |                | 3.             |